# 海南蓝仙鹟
海南蓝仙鶲（学名：Cyornis hainanus）为鶲科仙鶲属的鸟类。
該物種於1900年由威廉·羅伯特·奧格爾維-格蘭特首次描述。牠分布於柬埔寨、中國、香港、老撾、緬甸、泰國和越南。其自然棲地是亞熱帶或熱帶的濕潤低地森林。
在中國分布于云南、贵州、广西、广东、海南等地。该物种的模式产地在海南。

## 圖庫

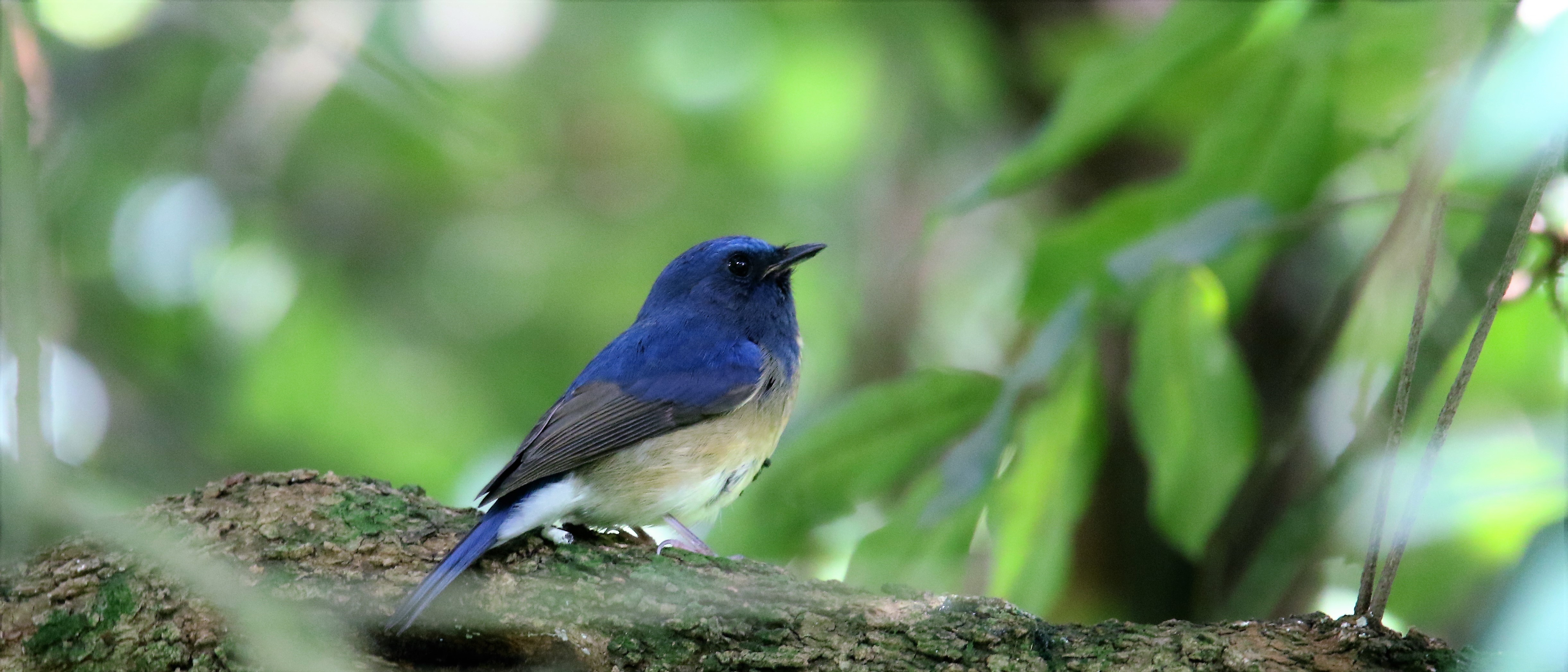
雄鳥
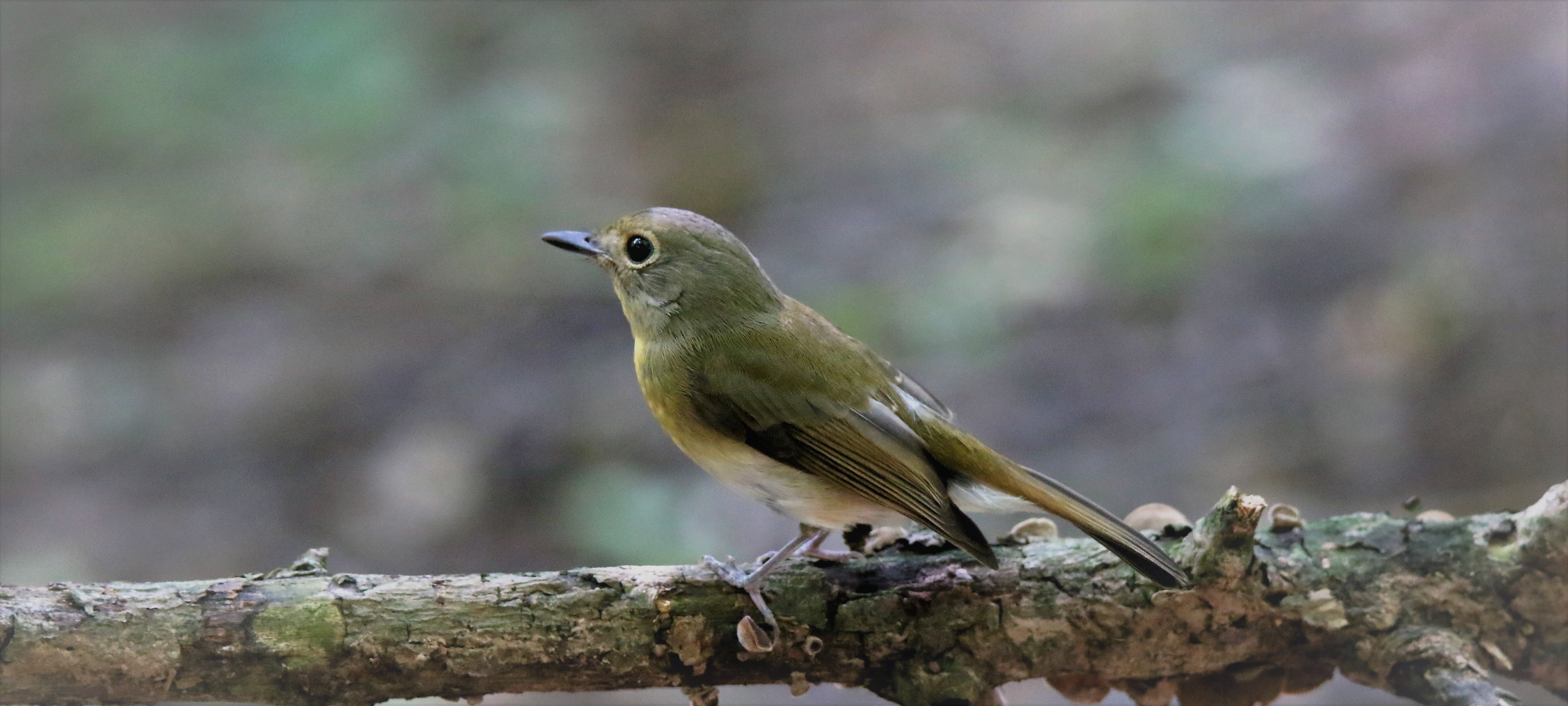
雌鳥